# 賣布神社站
賣布神社站（日语：／ Mefu-jinja eki */?），是一個位於兵庫縣寶塚市賣布二丁目，屬於阪急電鐵寶塚本線的鐵道車站。車站編號為HK-54。

## 歷史
開業時的月台非常小，三組車廂編成的列車都無法停靠。
- 1914年（大正3年）3月21日 - 箕面有馬電氣軌道（日语：箕面有馬電気軌道）（阪急的前身）中山寺站（現在的中山觀音站） - 清荒神站間新設本站[3]。
- 2013年（平成25年）12月21日 - 導入車站編號[4][5]。

## 車站構造
側式月台2面2線的地面車站。

### 月台配置
| 月台 | 路線     | 方向 | 目的地                                |
| ---- | -------- | ---- | ------------------------------------- |
| 1    | 寶塚本線 | 下行 | 往 寶塚、神戶、西宮北口、仁川、今津   |
| 2    | 寶塚本線 | 上行 | 往 大阪梅田、十三、箕面、京都、北千里 |

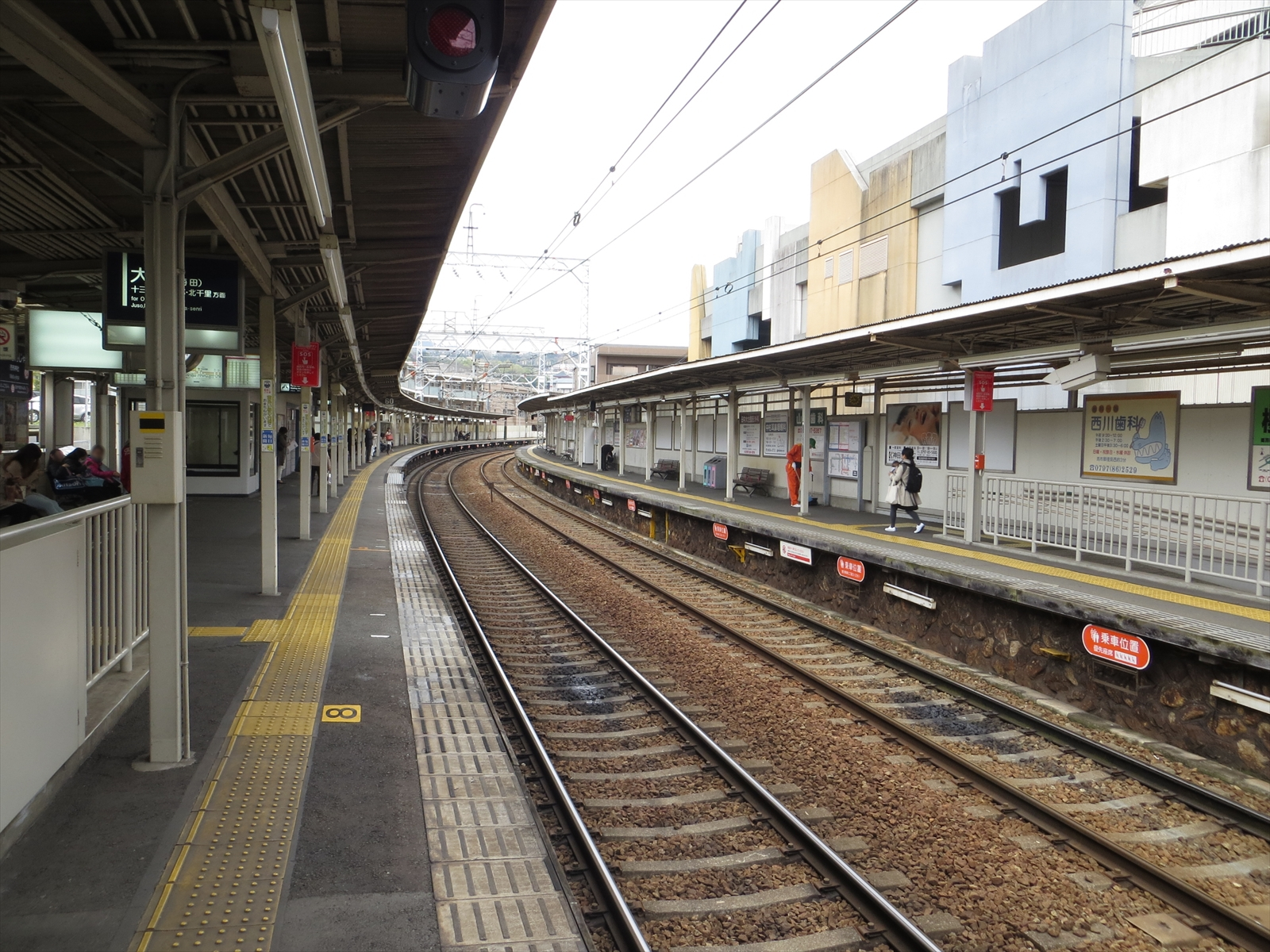
車站月台
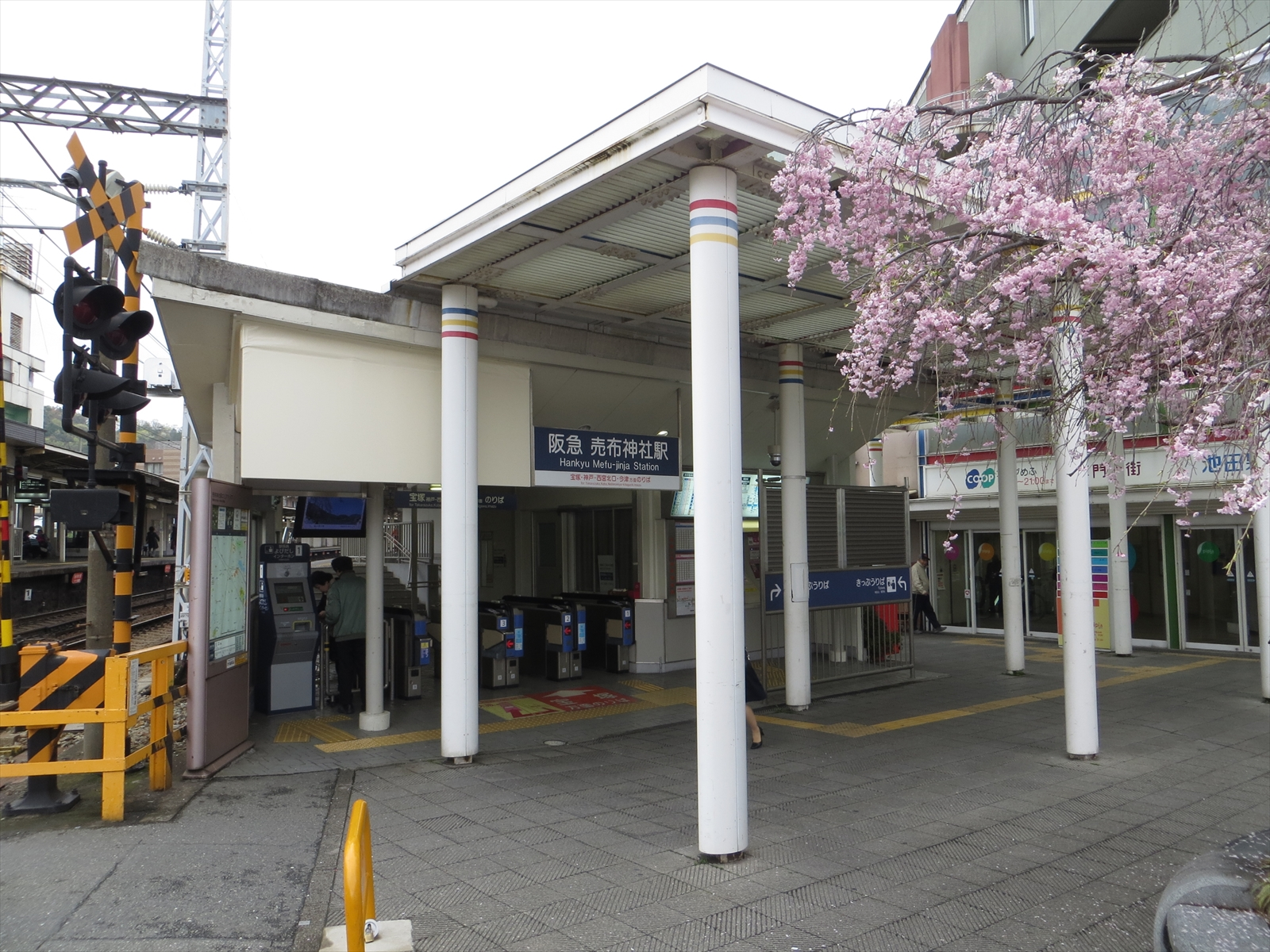
南口

## 使用狀況
2019年（令和元年）特定日1日的上下車人次為9,357人。
各年度特定日1日上車、上下車人次統計如下表。
| 年度               | 特定日     | 特定日   |
| 年度               | 上下車人次 | 上車人次 |
| ------------------ | ---------- | -------- |
| 1996年（平成08年） | 8,778      | 4,396    |
| 1997年（平成09年） | 8,855      | 4,497    |
| 1998年（平成10年） | 8,967      | 4,478    |
| 1999年（平成11年） | -          | -        |
| 2000年（平成12年） | 11,705     | 6,255    |
| 2001年（平成13年） | 11,799     | 6,003    |
| 2002年（平成14年） | 12,141     | 6,250    |
| 2003年（平成15年） | 10,064     | 5,035    |
| 2004年（平成16年） | 10,399     | 5,190    |
| 2005年（平成17年） | 9,937      | 5,231    |
| 2006年（平成18年） | 9,373      | 4,720    |
| 2007年（平成19年） | 9,482      | 4,746    |
| 2008年（平成20年） | 9,528      | 4,836    |
| 2009年（平成21年） | 9,658      | 4,821    |
| 2010年（平成22年） | 9,060      | 4,569    |
| 2011年（平成23年） | 9,903      | 5,001    |
| 2012年（平成24年） | 9,415      | 4,758    |
| 2013年（平成25年） | 9,054      | 4,561    |
| 2014年（平成26年） | 9,330      | 4,735    |
| 2015年（平成27年） | 9,159      | 4,658    |
| 2016年（平成28年） | 9,239      | 4,700    |
| 2017年（平成29年） | 9,376      | 4,764    |
| 2018年（平成30年） | 9,338      | 4,736    |
| 2019年（令和元年） | 9,357      | 4,740    |

## 車站周邊
周邊為閒靜的住宅區。在阪神大地震後站前再開發之下，購物中心Pipia MEFU進駐。
- Pipia MEFU
  - 寶塚市賣布神社站前服務處
  - 寶塚市消費生活中心
  - 寶塚Cine・Pipia（電影院）[2]
- 賣布神社[2]
- 寶塚賣布郵局
- 寶塚壽郵局
- 寶塚市立賣布小學校

### 公車路線
| 公車站牌     | 系統            | 目的地              | 主要行經地                                         | 備註           | 營運公司 |
| ------------ | --------------- | ------------------- | -------------------------------------------------- | -------------- | -------- |
| 賣布神社站前 | 寶塚市內線 79號 | 阪急逆瀨川          | 寶塚營業所前・寶塚市立醫院（玄關前）・寶塚市役所前 |                | 阪急巴士 |
| 賣布神社站前 | 賣布循環線      | 賣布清之丘          | 賣布清之丘                                         |                | 阪急巴士 |
| 賣布神社站前 | 賣布循環線      | 泉之丘北            |                                                    |                | 阪急巴士 |
| 賣布神社站前 | 賣布循環線      | 賣布清之丘→泉之丘北 | 賣布清之丘→泉之丘北                                | 只有首班車運行 | 阪急巴士 |

## 相鄰車站
阪急電鐵
 宝塚本線
■急行、■準急、■普通（準急只有往大阪梅田方向運行）
中山觀音（HK-53）－賣布神社（HK-54）－清荒神（HK-55）

## 外部連結
- 賣布神社 - 阪急電鐵